# Careya arborea
Espèce
Classification phylogénétique

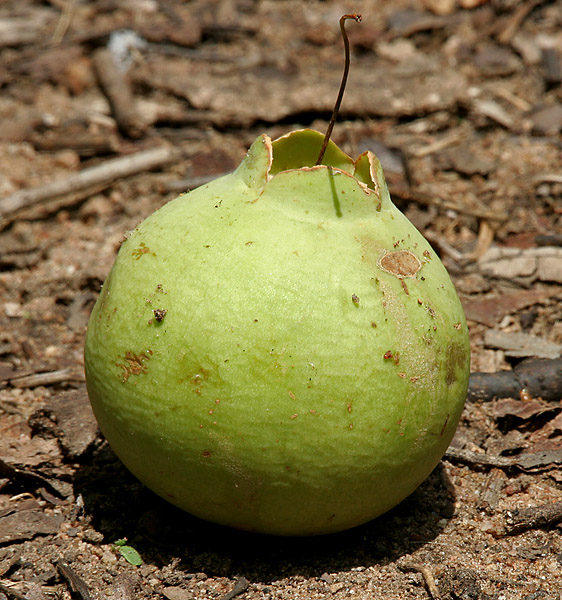
Kumbha (fruit de Careya arborea).

Careya arborea est une espèce de plantes à fleurs dicotylédones de la famille des Lecythidaceae. C'est un arbre originaire d'Asie : Afghanistan, Inde, Sri Lanka, Birmanie et Thaïlande.
Son nom en sanskrit est कुम्भा kumbha.
C'est un arbre d'une taille allant jusqu'à 15 m et dont on peut utiliser le bois.
En médecine traditionnelle, son écorce et ses fleurs sont utilisés pour soulager la toux et les rhumes.